# لين فارلي
لين فارلي (بالإنجليزية: Lin Farley) هي كاتِبة أمريكية، ولدت في 14 ديسمبر 1942.